# 綾温泉
綾温泉（あやおんせん）とは、宮崎県東諸県郡綾町（旧国日向国）にある温泉。

## 泉質
- ナトリウム塩化物泉

### 効能
- 関節痛、冷え性、慢性婦人病など。

※効能はその効果を万人に保障するものではない。

## 温泉街
- 雲海酒造が運営する「酒泉の杜」にはワイン・酒の試飲施設や工芸館、旅館「杜の宿 綾陽亭」などが存在する。

## アクセス
- 鉄道：日豊本線・日南線南宮崎駅からバスで約1時間。
- 自動車：宮崎自動車道小林インターチェンジから国道268号、宮崎県道26号宮崎須木線を経由。または、宮崎自動車道宮崎インターチェンジから国道220号、宮崎県道17号南俣宮崎線を経由。